# Staveley-in-Cartmel
Staveley-in-Cartmel (případně Staveley-in-Furness) je vesnice ve Spojeném království, která leží v hrabství Cumbria na severozápadě Anglie. Historicky patří do hrabství Lancashire. Leží východně od Newby Bridge, nedaleko jižního konce jezera Windermere, čtrnáct kilometrů severovýchodně od města Ulverston. Když v roce 1974 prošla místní vláda reorganizací, změnil se název vesnice z dosavadního Staveley na Staveley-in-Cartmel kvůli odlišení od druhého sídla téhož názvu, které se rovněž nachází v Cumbrii. Podle Samuela Lewise zde v roce 1831 žilo 350 obyvatel. V roce 2011 zde žilo 405 lidí. Nachází se zde Kostel Panny Marie, který byl postaven v roce 1618 a později prošel několika přestavbami.